# H'Hen Niê
H'Hen Niê (sinh ngày 15 tháng 5 năm 1992) là một nữ người mẫu kiêm nhân vật truyền hình người Việt Nam. Cô là người dân tộc Ê Đê và là người dân tộc thiểu số đầu tiên tại Việt Nam đăng quang cuộc thi Hoa hậu Hoàn vũ Việt Nam 2017, qua đó cô đại diện cho đất nước tham dự cuộc thi Hoa hậu Hoàn vũ 2018 và xuất sắc lọt Top 5 chung cuộc. Ngoài ra, cô cũng là đại diện Việt Nam đầu tiên giành chiến thắng danh hiệu Timeless Beauty – Vẻ đẹp vượt Thời gian 2018, đồng thời lọt Top 10 Hoa hậu của các Hoa hậu 2018.
Ngoài sự nghiệp người mẫu, H'Hen Niê còn là một nhân vật truyền hình và tích cực tham gia nhiều hoạt động từ thiện, đồng thời cô đảm nhận vị trí Ủy viên Trung ương Hội Liên hiệp Thanh niên Việt Nam khoá VIII trong nhiệm kỳ 2019–2024.

## Tiểu sử
H'Hen Niê sinh năm 1992 tại buôn Sứt M'đưng, xã Cư Suê, huyện Cư M'gar, tỉnh Đắk Lắk, gần thành phố Buôn Ma Thuột trong một gia đình Tin Lành. Cô học Trường Cao đẳng Kinh tế đối ngoại chuyên ngành tài chính doanh nghiệp. Khi đang học năm 2 thì cô bắt đầu đi diễn và khám phá ra rằng mình rất thích làm người mẫu, thích được chụp hình, diễn catwalk. Bên cạnh đó, cô thích du lịch, nhất là phượt để nhìn ngắm thiên nhiên. Cô còn mê cả xe phân khối lớn.
Cuối năm 2014, H'Hen Niê được nhà thiết kế thời trang Đỗ Mạnh Cường phát hiện - đây cũng chính là khoảng thời gian đầu khi H'Hen Niê mới chập chững bước vào nghề mẫu. Khi tiếp xúc với thời trang, khoác lên mình những bộ cánh đẹp mắt chụp hình và đi catwalk, H'Hen Niê cảm thấy rất thích thú với công việc này và quyết tâm theo đuổi.

## Sự nghiệp

### Vietnam's Next Top Model
H'Hen Niê lần đầu chạm ngõ truyền hình khi cô làm thí sinh của cuộc thi Vietnam’s Next Top Model 2015 và bị loại ở tập 8. Cô được chú ý đến khi tham gia cuộc thi này và lọt vào Top 9.

### Hoa hậu Hoàn vũ Việt Nam 2017
Cho đến khi tham gia cuộc thi Hoa hậu Hoàn vũ Việt Nam 2017 tại Thành phố Nha Trang (Khánh Hòa) tối ngày 6 tháng 1 năm 2018, cô xuất sắc vượt qua 41 thí sinh khác để trở thành Hoa hậu tại cuộc thi và nhận giải phụ là Người đẹp Biển. Á hậu 1 thuộc về Hoàng Thị Thùy và Á hậu 2 là Mâu Thị Thanh Thủy. Cô là đại diện Việt Nam tại cuộc thi Hoa hậu Hoàn vũ 2018 . Nửa tháng sau cô được chú ý khi thăm quê lần đầu tiên sau ngày đăng quang, được bà con buôn làng đón chào bằng đoàn xe công nông diễu hành.
Sau đăng quang, cô đã có nhiều bước tiến như xuất hiện nhiều hơn trong các sự kiện lớn. Nhờ danh hiệu của mình, cô gái Tây Nguyên được đi khắp thế giới và thực hiện được ước mơ của bản thân. Ngoài ra, Hoa hậu H'Hen Niê còn tích cực với nhiều hoạt động thiện nguyện trên khắp mọi miền đất nước, chương trình đồng hành cùng các bệnh nhân HIV-AIDS, tham dự tích cực chương trình Room to read - truyền cảm hứng tích cực cho các em học sinh, đặc biệt là các nữ sinh, dự án xây dựng nhà tình thương cho bà con nghèo... và rất nhiều chương trình thiện nguyện khác hướng đến trẻ em, phụ nữ và bệnh nhân HIV.
Hoa hậu đã dành 100% số tiền thưởng của mình cho công tác thiện nguyện, trao học bổng cho các em học sinh nghèo đúng như mong ước của mình, tuy nhiên hơi khác với câu trả lời ứng xử vào ngày tham dự sơ khảo Hoa hậu Hoàn vũ Việt Nam 2017 khi cô cho biết mình sẽ trích 70% cho công tác từ thiện và 30% để trau dồi hình ảnh.

### Hoa hậu Hoàn vũ 2018
Với cương vị là Hoa hậu Hoàn vũ Việt Nam 2017, H'Hen Niê chính thức đại diện Việt Nam tham dự cuộc thi Hoa hậu Hoàn vũ 2018.
Trước những phản ứng trái chiều về mái tóc ngắn, H'Hen Niê vẫn tin vào lựa chọn của bản thân. Cô chia sẻ: "Mái tóc không quyết định sự nữ tính, quan trọng vẫn là thần thái, biểu cảm và sự giao tiếp để mọi người cảm nhận".
Điều đáng chú ý trong cuộc thi này, H'hen Niê đã có 2 câu nói truyền cảm hứng tới giới trẻ cũng như khán giả nói chung:
Ở màn giới thiệu bản thân trong vòng chung kết Hoa hậu Hoàn vũ 2018, H'Hen Niê nói: “Tôi là một người dân tộc thiểu số, tôi đáng lẽ sẽ lấy chồng lúc 14 tuổi nhưng không, tôi chọn giáo dục. Từ con số 0, nay tôi đứng tại đây, tôi muốn nói tôi làm được và bạn cũng có thể làm được!”
Sau các phần trình diễn xuất sắc, H'Hen Niê chính thức tham gia trả lời câu hỏi dành cho top 5. Khi được hỏi: "Bạn có nghĩ phong trào #MeToo đã đi quá xa hay không?" H'Hen khẳng định: "Mỗi con người đều có quyền tự do và được bảo vệ trong cuộc sống, nhất là phụ nữ. Đó là một quyền rất lớn và đúng đắn."
Trong buổi trình diễn Trang phục dân tộc, bộ trang phục "Bánh mì" của cô cũng đã lọt vào Top 12 Trang phục dân tộc đẹp nhất. Sau đêm thi bán kết, cô tiếp tục được đánh giá cao nhờ phần trình diễn áo tắm và áo dạ hội hoàn hảo của mình.
Trong đêm chung kết ngày 17 tháng 12 tại Băng Cốc, Thái Lan, Việt Nam đã xuất sắc nằm trong nhóm Top 5 của khu vực Châu Á - Thái Bình Dương - Châu Phi để vào Top 20 chung cuộc. Sau phần thi thuyết trình, Việt Nam tiếp tục được gọi tên vào Top 10 người xuất sắc nhất. Sau khi có màn trình diễn áo tắm và áo dạ hội xuất sắc, đại diện Việt Nam tiếp tục được xướng tên vào Top 5 chung cuộc cùng đại diện Venezuela, Philippines, Puerto Rico, Nam Phi và dừng chân tại đây. Đây là thành tích "vô tiền khoáng hậu" đánh dấu một "cột mốc lịch sử" cho nhan sắc Việt Nam trên đấu trường sắc đẹp lớn nhất nhì thế giới.
Sau khi Miss Universe Organization được chuyển nhượng lại cho tỷ phú Thái Lan, Paula Shugart - Chủ tịch tổ chức Hoa hậu Hoàn vũ, bà đã ca ngợi H'Hen Niê có tấm lòng nhân hậu khi dùng hết số tiền thưởng cho hoạt động từ thiện. Nhân đây, bà cũng nói thêm: "Tôi nghĩ cô ấy là Á hậu 3 Miss Universe 2018".

### Vẻ đẹp của năm 2018
Chuyên trang sắc đẹp Pageanthology đã công bố H'Hen Niê chính là chủ nhân của giải thưởng Beauty of the year (Vẻ đẹp của năm) cho năm 2018. Trước đó cô đã lần lượt lọt vào Top 30, Top 20, Top 15, Top 10, Top 5 rồi Top 3 và chiến thắng danh hiệu cao nhất.

### Vẻ đẹp vượt Thời gian 2018
Chuyên trang Missosology đã công bố H'Hen Niê đoạt giải thưởng Vẻ đẹp vượt Thời gian 2018 sau khi cô đã lần lượt lọt vào Top 20, Top 10 rồi Top 5. Cô cũng là Hoa hậu tại Việt Nam đầu tiên trong lịch sử đạt được danh hiệu.

### Miss Grand Slam 2018
Chuyên trang Global Beauties cũng đã công bố H'Hen Niê là một trong những người cuối cùng cạnh tranh cho danh hiệu Hoa hậu của các hoa hậu 2018. Cuối cùng cô dừng chân ở Top 10 (xếp vị trí thứ 8).

### Cuộc đua kỳ thú 2019
Năm 2019, H'Hen Niê tham gia chương trình Cuộc đua kỳ thú 2019 cùng Á hậu 2 Hoa hậu Hoàn vũ Việt Nam 2015 Đặng Thị Lệ Hằng. Xuất sắc vượt qua 9 đội chơi, đội Vàng của H'Hen Niê và Lệ Hằng đã giành ngôi Quán quân cùng số tiền thưởng 300.000.000 đồng. Cả hai quyết định dùng toàn bộ cho công tác thiện nguyện tại huyện Mèo Vạc, tỉnh Hà Giang. Đây là địa điểm ghi hình chặng đầu tiên và cả hai xúc động chứng kiến cuộc sống khó khăn của bà con nơi đây.

### The Next Face
Năm 2021, H'Hen Niê là một trong những giám khảo của chương trình The Next Face - cuộc thi online tìm kiếm người mẫu quảng cáo. Cô đã đưa học trò của mình - Stephen Nguyễn trở thành quán quân mùa đầu tiên.

## Đời tư
Vào ngày 14 tháng 3 năm 2025, H'Hen Niê kết hôn với bạn trai lâu năm của cô là đạo diễn, nhiếp ảnh gia Nguyễn Tuấn Khôi, hơn cô 3 tuổi.

## Hoạt động đại sứ
| Năm  | Công ty/Nhãn hàng       | Sự kiện                       | Vai trò             | Ghi chú       |
| ---- | ----------------------- | ----------------------------- | ------------------- | ------------- |
| 2017 |                         | Lễ hội Cà phê Buôn Ma Thuột   | Đại sứ truyền thông |               |
| 2018 | VIFON                   |                               | Đại sứ thương hiệu  | [ 14 ]        |
| 2018 | Sankom                  |                               | Gương mặt đại diện  | [ 15 ]        |
| 2019 | Sun Life Việt Nam       |                               | Đại sứ thương hiệu  | [ 16 ]        |
| 2019 | Nam A Bank              |                               | Đại sứ nhân ái      | [ 17 ]        |
| 2023 | Lễ hội văn hóa Măng Đen |                               | Đại sứ truyền thông |               |
| 2023 | Vinamilk                |                               | Đại sứ thương hiệu  |               |
| 2025 | PNJ                     | Dự án/Ngày hội Giấc mơ Lọ Lem | Đại sứ dự án        | [ 18 ] [ 19 ] |
| 2025 | Lalago                  |                               | Đại sứ thảnh thơi   | [ 20 ]        |
| 2025 | Starlux Airlines        |                               | Đại sứ thương hiệu  | [ 21 ]        |

## Tạp chí
H'Hen Nie đã hoàn thành tứ đại tạp chí Việt Nam. Trong suốt sự nghiệp, cô đã có trong tay 23 trang bìa tạp chí. 
| Năm  | Tạp chí          | Tháng |        |
| ---- | ---------------- | ----- | ------ |
| 2015 | MỐT              | 12    |        |
| 2016 | Her World        | 09    |        |
| 2017 | MỐT              | 07    |        |
| 2018 | Estetica         |       | [ 22 ] |
| 2018 | Thanh Niên       | 01    |        |
| 2018 | Đẹp              | 03    |        |
| 2018 | Travellive       | 03    |        |
| 2018 | ELLE             | 11    | [ 23 ] |
| 2019 | Tài hoa trẻ      | 01    |        |
| 2019 | Heritage Fashion | 02-03 |        |
| 2019 | Haper's Bazaar   | 05    |        |
| 2020 | BusinessWoman    | 01    |        |
| 2021 | Haper's Bazaar   | 06    |        |
| 2021 | L'Officiel       | 11    | [ 24 ] |
| 2022 | Đẹp              | 01-02 |        |

## Thành tích

### Cuộc thi
- Top 9 Vietnam's Next Top Model 2015
- Chiến thắng Hoa hậu Hoàn vũ Việt Nam 2017
  - Giải phụ Người đẹp Biển
- Top 5 Hoa hậu Hoàn vũ 2018
- Chiến thắng Vẻ đẹp của năm 2018
- Chiến thắng Vẻ đẹp vượt Thời gian 2018
- Top 10 Hoa hậu của các hoa hậu 2018
- Chiến thắng Cuộc đua Kỳ thú  2019- cùng Á Hậu Lệ Hằng

### Khác
- Top 10 gương mặt trẻ Việt Nam tiêu biểu [25]
- Ngôi sao vì cộng đồng Ngosiao.net [26]
- Thanh niên sống đẹp 2021 [27]
- 50 người phụ nữ ảnh hưởng nhất Việt Nam - Forbes Vietnam[28]
- Beauty of the year - Pageanthology
- Timeless Beauty - Missosology [29]

| Năm  | Giải thưởng                        | Hạng mục                        | Kết Quả   |        |
| ---- | ---------------------------------- | ------------------------------- | --------- | ------ |
| 2018 | Vietnam International Fashion Week | Best Dress Woman                | Đoạt giải |        |
| 2018 | ELLE Style Awards                  | Best Dress Of The Night         | Đoạt giải |        |
| 2019 | Men & Life                         | Inspiring Woman Of The Year     | Đoạt giải | [ 30 ] |
| 2019 | ELLE Style Awards                  | Best Body Of The Year           | Đoạt giải |        |
| 2019 | Wechoice Awards                    | Top 10 nhân vật truyền cảm hứng | Đoạt giải |        |
| 2019 | Wechoice Awards                    | Top 5 đại sứ truyền cảm hứng    | Đoạt giải |        |
| 2019 | Ngôi Sao Của Năm                   | Mỹ nhân của năm                 | Đoạt giải | [ 31 ] |
| 2021 | VTV Awards                         | Nghệ sĩ ấn tượng                | Đề cử     | [ 32 ] |

## Chương trình truyền hình
| Năm  | Tên chương trình              | Vai trò                          | Trong       | Phát sóng      | Cùng với                                                    |
| ---- | ----------------------------- | -------------------------------- | ----------- | -------------- | ----------------------------------------------------------- |
| 2015 | Vietnam's Next Top Model      | Thí sinh                         | Tập 1-8     | VTV3           |                                                             |
| 2017 | Hoa hậu Hoàn vũ Việt Nam      | Thí sinh                         | Toàn bộ     | VTV1 VTV6 VTV9 |                                                             |
| 2018 | Hoa hậu Hoàn vũ               | Thí sinh                         | Toàn bộ     | AXN tv         |                                                             |
| 2019 | Ký ức vui vẻ                  | Khách mời                        | Tập 6       | VTV3           |                                                             |
| 2019 | Cuộc đua kỳ thú               | Người chơi                       | Toàn bộ     | VTV3           | Đặng Thị Lệ Hằng                                            |
| 2019 | Hoa hậu Hoàn vũ Việt Nam      | Dẫn chương trình (Bán kết)       | Toàn bộ     | VTV9           |                                                             |
| 2020 | Đi Việt Nam đi                | Khách mời                        | Tập 1       | VTV9           |                                                             |
| 2021 | The Next Face Vietnam (mùa 1) | Huấn luyện viên Giám khảo        | Toàn bộ     | TBA            | Nguyễn Thùy Dương Lương Thùy Linh                           |
| 2022 | Hoa hậu Hoàn vũ Việt Nam      | Giám khảo                        | Toàn bộ     | VTV3 VTV9      |                                                             |
| 2022 | Cuộc hẹn cuối tuần (mùa 2)    | Khách mời                        | Tập 2 (9/7) | VTV3           | S.T Sơn Thạch                                               |
| 2022 | 2 ngày, 1 đêm                 | Khách mời                        | Tập 6       | HTV7           |                                                             |
| 2023 | Top Chef Việt Nam             | Giám khảo                        | Toàn bộ     | VTV3           | Alain Nguyễn, Luke Nguyễn, Valentin Trần, hoa hậu Ngọc Châu |
| 2023 | Hoa hậu Hoàn vũ Việt Nam      | Giám khảo và Đại sứ truyền thông | Toàn bộ     | VTV3           | Khánh Vân                                                   |
| 2023 | Chị đẹp đạp gió rẽ sóng       | Thí sinh                         |             | VTV3           |                                                             |
| 2024 | Anh trai vượt ngàn chông gai  | Giám khảo phần thi về ẩm thực    | Tập 7       | VTV3           | Diệp Lâm Anh, Khánh Vy                                      |